# Aher Uguak
Aher Simon Uguak (* 24. Mai 1998 in Ägypten) ist ein kanadischer Basketballspieler südsudanesischer Abstammung.

## Werdegang
Als Schüler war Uguak Mitglied der Basketballmannschaft der Harry Ainlay School in Edmonton, gewann 2014 und 2015 die Provinzmeisterschaft in Alberta. 2016 wechselte er ins Nachbarland Vereinigte Staaten und spielte 2016/17 für die Mannschaft der University of New Mexico. 2017 ging er an die Loyola University Chicago in den US-Bundesstaat Illinois. Nachdem er 2017/18 aufgrund der Wechselbestimmungen des Hochschulssportverbands NCAA nicht am Wettkampfbetrieb hatte teilnehmen dürfen, spielte er von 2018 bis 2022 für Loyola. Uguak wurde während seiner Zeit an der Loyola University Chicago für seine Verteidigungsleistungen ausgezeichnet.
Seinen ersten Vertrag als Berufsbasketballspieler erhielt Uguak in der kanadischen Liga CEBL bei den Edmonton Stingers. Zur Saison 2022/23 wechselte er nach Deutschland zum Bundesligisten Niners Chemnitz. 2023 spielte er abermals für Edmonton und kehrte anschließend nach Chemnitz zurück. Im April 2024 gewann Uguak mit den Sachsen den europäischen Wettbewerb FIBA Europe Cup. Anfang Februar 2025 erlitt er im linken Knie einen Riss der Patellasehne, was für den Flügelspieler das Ende der Saison 2024/25 bedeutete.

## Leben
Seine Familie stammt aus den Südsudan, ehe sie nach Ägypten floh. Dort kam Uguak zur Welt, acht Monate nach seiner Geburt zog die Familie ins kanadische Edmonton. Uguak ist ein Vetter von Luol Deng.